# Batalla de Nicopolis ad Istrum
La batalla de Nicopolis ad Istrum se libró entre el ejército romano del emperador Decio y su hijo Herenio Etrusco , y el ejército gótico del rey Cniva , en 250 d. C.  en la que los romanos salieron victoriosos.

## Preludio
En 250, los godos, liderados por su rey Cniva, atacaron la provincia romana de  Moesia. El emperador romano Decio y su hijo Herenio Etrusco dirigieron su ejército a Moesia. Los godos marchaban al mismo tiempo para atacar la ciudad romana de Filipópolis. Los romanos los interceptaron cerca de  Nicopolis ad Istrum.

## La batalla
Los romanos interceptaron a los godos justo antes de que pudieran llegar a Nicópolis. Decio y Herenio lanzaron un ataque sorpresa a los godos mientras marchaban. Los romanos tomaron a los godos desorganizados por sorpresa, luchando duro y ganando rápidamente. Atrapados con la guardia baja, los godos no pudieron responder al ataque, y por lo tanto fueron derrotados.
El erudito bizantino del siglo VI Jordanes describió la derrota de Cniva:

Cuando el emperador Decio se acercó, Cniva, con su ejército aún en buen estado, se retiró finalmente a los Montes Balcanes, que no estaban muy lejos.

## Consecuencias
Los romanos derrotaron a los godos, pero no de forma decisiva. El ejército de Cniva marchó en buen orden para asediar Filipópolis. Decio se movió a través del paso de Shipka para interceptarlo pero fue emboscado y fuertemente derrotado por Cniva cerca de Beroe en la batalla de Beroe.  Decio huyó a Novae para unirse al gobernador Treboniano Galo. Cniva montó ataques fallidos en las murallas de Filipópolis y luego negoció una tregua con el ambicioso gobernador de la ciudad, Tito Julio Prisco. Los godos rompieron la tregua y saquearon la ciudad. En 251, Cniva derrotó a tres legiones romanas en la batalla de Abrito, y Decius y Herennius fueron asesinados.